# Никулкино (Ленинградская область)
Никулкино — деревня в Ям-Тёсовском сельском поселении Лужского района Ленинградской области.

## История
НИКУЛКИНО — деревня при реке Оредеж. Никулкинского сельского общества, прихода села Успенского.
 
Крестьянских дворов — 36. Строений — 216, в том числе жилых — 35.  

Число жителей по семейным спискам 1879 г.: 110 м. п., 129 ж. п.; по приходским сведениям 1879 г.: 100 м. п., 126 ж. п.

В конце XIX — начале XX века деревня административно относилась к Тёсовской волости 5-го стана 3-го земского участка Новгородского уезда Новгородской губернии.

НИКУЛКИНО — деревня Никулкинского сельского общества, дворов — 40, жилых домов — 40, число жителей: 122 м. п., 136 ж. п. 

Занятия жителей — земледелие, выпас телят. Часовня, школа, хлебозапасный магазин, мелочная лавка. (1907 год)

В начале XX века близ деревни находился каменный крест.

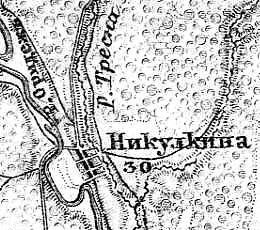
Деревня Никулкино на карте 1915 года

Согласно карте из «Исторического атласа Санкт-Петербургской Губернии» 1915 года деревня называлась Никулкина и насчитывала 30 крестьянских дворов.
С 1917 по 1927 год деревня Никулкино входила в состав Тёсовской волости Новгородского уезда Новгородской губернии.
С 1927 года — в составе Никулинского сельсовета Оредежского района.
В 1928 году население деревни Никулкино составляло 231 человек.
По данным 1933 года деревня Никулкино входила в состав Никулкинского сельсовета Оредежского района, административным центром сельсовета была деревня Бор.
По данным 1936 года в состав Никулкинского сельсовета с центром в деревне Бор входили 3 населённых пункта, 179 хозяйств и 3 колхоза.
Деревня была освобождена от немецко-фашистских оккупантов 5 февраля 1944 года.
С 1954 года — в составе Печковского сельсовета
С 1959 года — в составе Лужского района.
В 1965 году население деревни Никулкино составляло 61 человек.
По данным 1966 года деревня Никулкино также входила в состав Печковского сельсовета Лужского района.
По данным 1973 и 1990 годов деревня Никулкино входила в состав Приозёрного сельсовета.
В 1997 году в деревне Никулкино Приозёрной волости проживали 18 человек, в 2002 году — 32 человека (все русские).
В 2007 году в деревне Никулкино Ям-Тёсовского СП проживали 7 человек, в 2010 году — 16, в 2013 году — 11.

## География
Деревня расположена в восточной части района близ автодороги 41К-662 (Оредеж — Тёсово-4 — Чолово).
Расстояние до административного центра поселения — 21 км.
Расстояние до ближайшей железнодорожной станции Чолово — 8 км. 
Деревня находится в междуречье: на левом берегу реки Оредеж и правом берегу реки Тресна.

## Демография
| 1879 | 1909 | 1928 | 1965 | 1997 | 2007 | 2010 |
| ---- | ---- | ---- | ---- | ---- | ---- | ---- |
| 239  | ↗258 | ↘231 | ↘61  | ↘18  | ↘7   | ↗16  |
| 2013 | 2017 |      |      |      |      |      |
| ↘11  | ↘5   |      |      |      |      |      |

## Улицы
Заречная, Центральная.